# Чемпионат Европы по спортивной гимнастике 1967 (женщины)
6-й чемпионат Европы по спортивной гимнастике среди женщин прошёл 26—27 мая 1967 года в Амстердаме (Нидерланды). В нём приняли участие 42 гимнастки из 21 страны. Турнир носил название Кубок Европы, разыгрывались награды в индивидуальном многоборье и в отдельных упражнениях. В 1969 году Международная федерация гимнастики присвоила этим соревнованиям статус шестого чемпионата Европы среди женщин.

## Медалисты
| Дисциплина                | Золото                        | Золото | Серебро                  | Серебро | Бронза                             | Бронза |
| Индивидуальное многоборье | Вера Чаславска (Чехословакия) | 38,965 | Зинаида Дружинина (СССР) | 38,533  | Марианна Крайчирова (Чехословакия) | 38,199 |
| Опорный прыжок            | Вера Чаславска (Чехословакия) | 19,733 | Эрика Цухольд (ГДР)      | 19,533  | Карин Янц (ГДР)                    | 19,333 |
| Упражнения на брусьях     | Вера Чаславска (Чехословакия) | 19,199 | Карин Янц (ГДР)          | 19,166  | Марианна Крайчирова (Чехословакия) | 19,066 |
| Упражнения на бревне      | Вера Чаславска (Чехословакия) | 19,833 | Наталья Кучинская (СССР) | 19,666  | Зинаида Дружинина (СССР)           | 19,499 |
| Вольные упражнения        | Вера Чаславска (Чехословакия) | 19,866 | Наталья Кучинская (СССР) | 19,733  | Зинаида Дружинина (СССР)           | 19,666 |

## Командный зачёт
| Место | Страна       | Золото | Серебро | Бронза | Всего |
| ----- | ------------ | ------ | ------- | ------ | ----- |
| 1     | Чехословакия | 5      | 0       | 2      | 7     |
| 2     | СССР         | 0      | 3       | 2      | 5     |
| 3     | ГДР          | 0      | 2       | 1      | 3     |
| Всего | Всего        | 5      | 5       | 5      | 15    |